# Linnea Torstenson

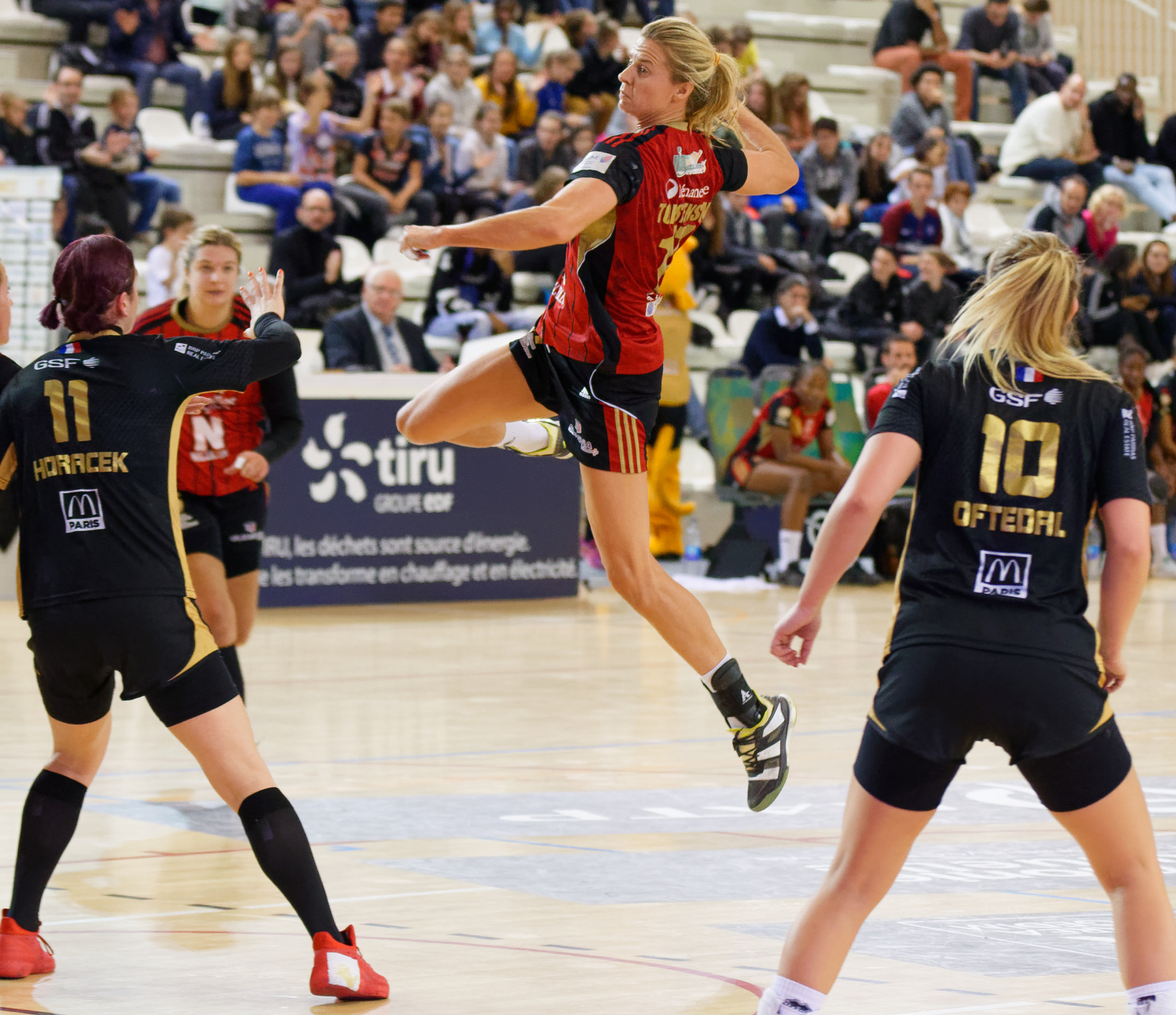
Linnea Torstenson med OGC Nice, i november 2017.

Linnea Marie Torstenson, född 30 mars 1983 i Eskilstuna, är en svensk tidigare handbollsspelare (vänsternia). Hon utsågs till Årets handbollsspelare i Sverige 2010 och 2011, och till mest värdefulla spelare (MVP) vid EM 2010 då hon var med om att vinna silver. Det var Sveriges första mästerskapsmedalj någonsin på damsidan.

## Handbollskarriär

### Klubblagsspel
Linnea Torstenson fick sin grundläggande handbollsskolning i uppväxtorten Strängnäs och tog SM-guld med Skövde HF 2008. Redan 2007 skrev hon ett proffskontrakt som det inte blev något av på grund av ekonomiska problem i GOG.
Efter SM-guldet 2008 gick Torstenson till det danska klubblaget Aalborg DH och gjorde där bra ifrån sig. Detta medförde att hon sommaren 2010 bytte klubb till FC Midtjylland Håndbold. I maj 2011 kunde hon fira att FC Midtjylland blev danska mästare; Torstenson satte den avgörande straffen.
Linnea Torstenson har sedan blivit slovensk mästare, rumänsk mästare och vunnit Champions League med CSM Bukarest.
2017 flyttade Torstenson till franska OGC Nice. Våren 2019 återvände hon till sin tidigare klubb, rumänska CSM Bukarest. Efter säsongen 2019–2020 meddelade Torstensson att hon avslutar sin handbollskarriär.

### Landslagsspel
Landslagsdebuten skedde 2005. Linnea Torstenson mästerskapsdebuterade med en succé i EM 2006 i Sverige.  Hon var sedan under ett decennium en av de viktigare spelarna i svenska landslaget. Hon har deltagit i tre OS-turneringar  OS 2008 i Kina, OS 2012 i London och OS 2016 i Rio. Fem EM-turneringar och tre VM-turneringar finns på meritlistan. EM 2008 i Makedonien, VM 2009 i Kina, EM 2010 i Norge och Danmark, VM 2011 i Brasilien, EM 2012 i Serbien, EM 2014 i Kroatien och Ungern, VM 2015 i Danmark. Hon blev överraskande petad inför hemma-EM 2016 och har nu bestämt sig för att sluta i landslaget. Sammanlagt blev det 175 landskamper. 2019 inför VM i Japan har Sverige tappat 7 spelare från EM förra året. Linnea Torstenson fick frågan om hon ville ställa upp i VM, men tackade nej.
Vid EM 2010 utnämndes Torstenson till mästerskapets mest värdefulla spelare. Hon kom samtidigt tvåa i skytteligan och trea i assistligan.

## Övrigt
Linnea Torstenson är sedan 2017 handbollsexpert för TV-bolaget Discovery.

## Meriter i urval
- SM-guld 2008 med Skövde HF
- Dansk mästare 2011 med FC Midtjylland
- Vinnare av EHF-cupen 2011 med FC Midtjylland
- EM-silver 2010 med svenska landslaget
- EM-brons 2014 med svenska landslaget
- Vinnare av Champions League 2016 med CSM București